# Dionysius Godefridus van der Keessel

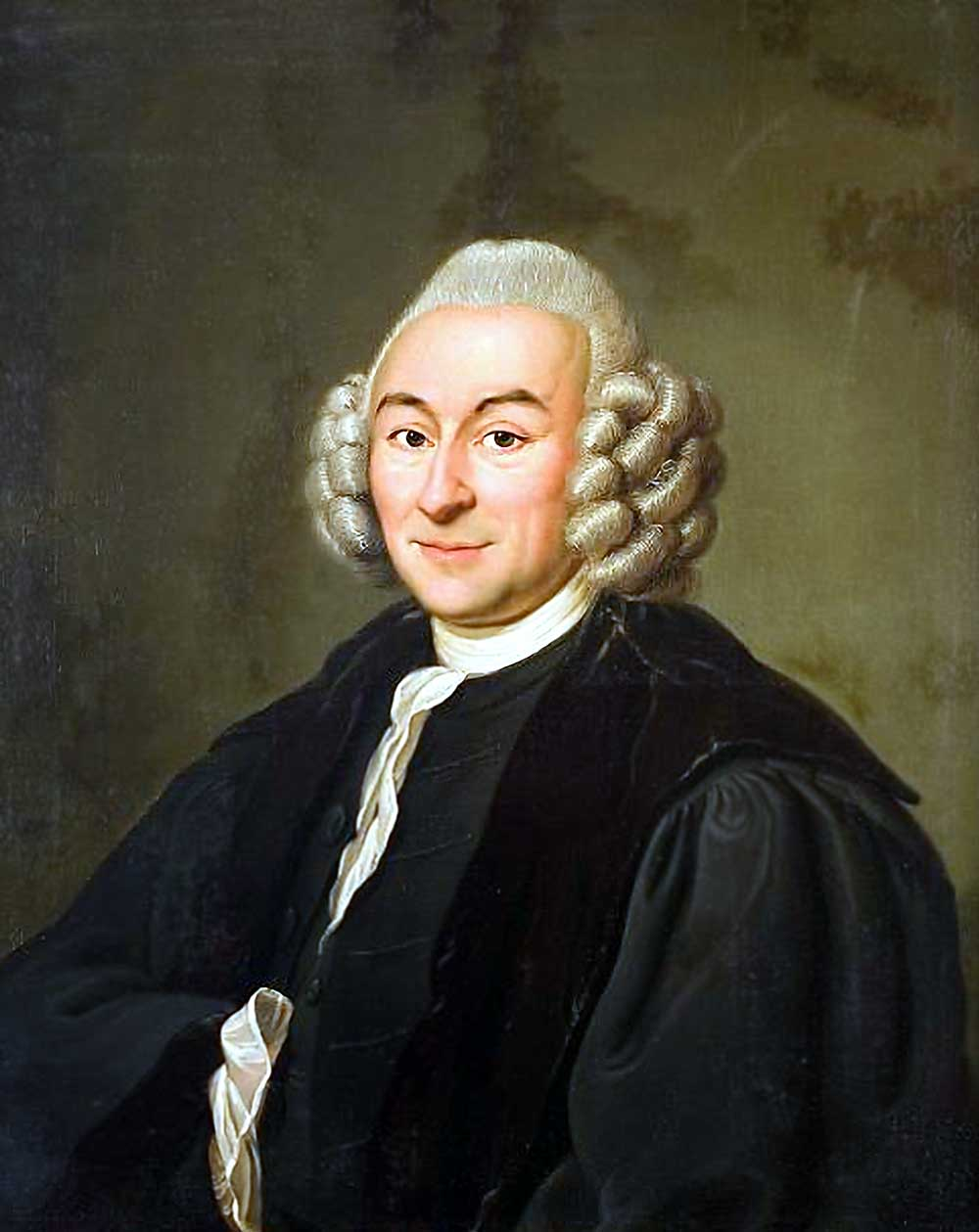
Dionysius Godefridus van der Keessel

Dionysius Godefridus van der Keessel (* 22. September 1738 in Deventer; † 7. August 1816 in Leiden) war ein niederländischer Rechtswissenschaftler.

## Leben
Der Sohn des Pfarrers Dionysius van der Keessel (1700–1755) und dessen Frau Johanna Wilhelmina Cabeljauw († 23. März 1775 in Den Haag), hatte in seinem Geburtsort den ersten Unterricht erhalten, Am 21. August 1753 fand er an der Illustren Schule seiner Heimatstadt Aufnahme und wurde gemeinsam mit seinem Bruder Samuel Rudolphus van der Keessel am 1. Mai 1756 in die Matrikel der Universität Leiden eingeschrieben. Am 23. Oktober 1761 promovierte er zum Doktor der Rechte mit der Abhandlung de Usucapione partus et foetus rei furtivae (Leiden 1761). Danach wurde er als Advokat in Den Haag tätig. Seine Berufung als Professor des römischen Rechts  an die Reichsuniversität Groningen erfolgte im Jahr 1762, dieses Amt trat er mit der Rede An capita illa Juris Romani, quae in usu hodie non esse dicuntur, in academiis doceri expediat (Groningen 1762) an.
In Groningen hatte er Vorträge zu den Instituten und Pandekten gehalten, zudem Forschungen zum niederländischen Alltagsrecht absolviert und wurde 1768/69 Rektor der Alma Mater. Im Folgejahr wurde er am 10. Oktober 1770 an die Universität Leiden als Professor für römisches und bürgerisches Recht berufen, welches Amt er am 12. April 1771 mit der Rede de Legislatorum Belgarum in recipiendo jure Romano prudentia das Amt antrat. Hier hatte er ab dem 12. Juni 1790 auch niederländisches Alltagsrecht unterrichtet, wofür er am 13. September 1799 den zusätzlichen Lehrstuhl übertragen bekam, welcher Lehrstuhl jedoch 1808 aber wieder aufgelöst wurde. In Leiden war er ebenfalls 1773/74, 1785/86 und 1791/92 Rektor der Hochschule, welche Ämter er mit den Reden de Amore patriae, in juventute Belgica exitando prudenterque dirigendo; de Aequitate judicantium, optimo turbatae reipublicae remedio und de Advocato Christiano niederlegte.
Van der Keessel hatte als Jurist zu seiner Zeit einige Berühmtheit erlangt und er unterrichtete den Erbprinzen Wilhelm I., von welchem er zum Ritter des Niederländischen Löwen geehrt wurde. Hendrik Willem Tydeman (1778–1863) und Albertus Jacobus Duymaer van Twist (1775–1820) waren seine bedeutendsten Schüler. Sein bedeutendstes Hauptwerk war die Vorlesungsausgabe Theses Selectae Juris Hollandici et Zelandici, in der er Ausführungen zu Hugo Grotius macht, die den damaligen Stand des niederländischen Rechts wiedergeben. Wegen der Bedeutung für Südafrika erschienen auch weitere Vorlesungen im 20. Jahrhundert im Druck. Am 16. Oktober 1815 wurde er aus seiner Professur emeritiert und verlebte sein letztes Lebensjahr noch an seiner Wirkungsstätte. Seine umfangreiche Büchersammlung hinterließ er der Universitätsbibliothek in Leiden.
Am 27. Juli 1772 hatte er Catharina Adriana Bodel († 1811) geheiratet, die Ehe blieb kinderlos.

## Werke
- Orationes variae. Leiden 1770–1792, 6. Teile
- Narratio de rebus a se et a facultate juridica gestis circa nuper evulgatam dissertationem J.J.Th. Duval. Leiden 1789
- Oratio de Studio juris civilis ad bonos mores formandos et virtutem colendam aptissimo. Leiden 1790
- Theses Selectae Juris Hollandici et Zelandici, ad supplendam Hugonis Grotii Introductionem ad Jurisprudentiam Hollandicam, et definiendas celebriores Juris Hollandici controversias. Leiden 1800, in Englisch unter dem Titel Select Theses on the laws of Holland and Zeeland, en thans. Amsterdam 1860